# 将閭
将閭（しょうりょ、? - 紀元前209年）は、中国秦の始皇帝から二世皇帝の時代の公子。姓は嬴（えい）。具体的な親族の血縁上の位置づけは不明。『史記』「秦始皇本紀」に僅かに登場する。
始皇帝が死に、二世皇帝が立って趙高が専権を握るようになると公子や大臣たちを大量に誅殺してまわった。公子である将閭とその兄弟二人は宮殿に捕らえられてその罪の審議が行われたので処刑が遅れた。
そして将閭たちにも使者が訪れて「公子は不忠であり、死に値します」と告げた。将閭は反論して自分のどこに罪があるのかと問いただしたが、使者は「私は命令を伝えるだけです」と述べた。将閭は「天命だ。私に罪はない」と述べて自殺した。